# Miass (rivière)
Pour les articles homonymes, voir Miass (homonymie).
La Miass (en russe : Миасс) est une rivière de Russie, qui arrose les oblasts de Tcheliabinsk et de Kourgan.
Elle est un affluent de la rive droite de la rivière Isset, donc un sous-affluent de l'Ob par l'Isset, la Tobol, puis l'Irtych.

## Géographie
La Miass est longue de 658 km et son bassin s'étend sur 21 800 km2.
La rivière naît à l'extrémité nord-est de la république de Bachkirie, là où naissent également le fleuve Oural ainsi que la rivière Ouï, autre affluent de la Tobol. La Miass s'oriente dans un premier temps vers le nord le long des monts Ilmen, durant quelque 50 kilomètres, entrant ainsi dans l'oblast de Tcheliabinsk. Peu après, elle baigne la ville homonyme de Miass (153 600 habitants en 2007) et continue sa route vers le nord, jusqu'à la retenue d'Argazi (Argazinskoïe Vodokhranlichtche). Là, la rivière effectue une large boucle et repart en direction du sud, puis progressivement vers l'est. Elle décrit ainsi une large courbe menant à la grande ville de Tcheliabinsk, important centre industriel et chef-lieu de l'oblast homonyme (1 091 500 habitants en 2007).
Continuant en direction de l'est, la rivière baigne Miasskoïe (10 132 hab. en 2000) puis Poletaïevo. Dans sa section inférieure, elle s'engage dans l'oblast de Kourgan, où elle s'oriente progressivement vers le nord-est. Elle termine son parcours en se jetant dans 
l'Isset en rive droite, en aval de la ville de Kourgan.
Comme toutes les rivières de Sibérie, la Miass connait de longues périodes de gel de cinq à six mois par an. La rivière se trouve ainsi prise par les glaces de fin octobre-début novembre jusqu'au mois d'avril. De vastes portions du sol de son bassin restent congelées en permanence, et ce malgré la latitude assez basse (pergélisol). Au moment du dégel, au printemps, son débit augmentant brusquement, elle inonde de vastes zones qu'elle transforme en terrains marécageux.

## Affluents

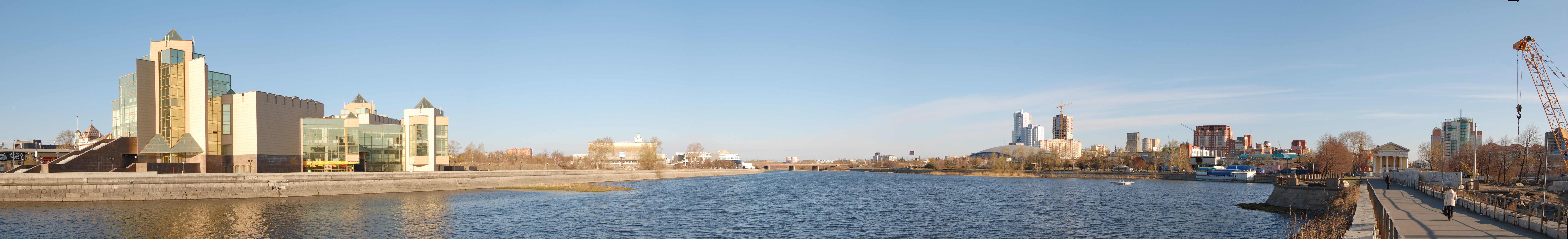
Autre vue de la Miass à Tcheliabinsk

Ses principaux affluents sont :
- l'Atlyan
- Le Bolchoï Kialim
- le Bichkoul
- la Ziouzelga.

## Villes traversées
Elle arrose les villes de Tcheliabinsk et de Miass.

## Hydrométrie - Les débits mensuels à Kargopolié
La Miass est une rivière peu abondante. Son débit a été observé pendant 42 ans (sur la période allant de 1936 à 1989) à Kargopolié, localité située à quelque 24 kilomètres de sa confluence avec l'Isset . 
À Kargopolié, le débit annuel moyen ou module observé sur cette période était de 17 m3/s pour une surface de drainage de 21 400 km2, soit la quasi-totalité du bassin versant de la rivière. La lame d'eau d'écoulement annuel dans le bassin se montait de ce fait à 25 millimètres, ce qui est très faible, et résulte de la rareté des précipitations sur la plus grande partie de son bassin situé peu au nord de l'Asie centrale.
Le débit moyen mensuel de la Miass observé en janvier (minimum d'étiage) est de 7,34 m3/s, soit environ 11 % du débit moyen du mois d'avril (67,4 m3/s), ce qui souligne l'amplitude assez modérée pour la Sibérie des variations saisonnières. Il faut cependant garder à l'esprit que le débit est largement artificialisé par la retenue d'Argazi. Les écarts de débits mensuels peuvent cependant être plus importants d'après les années : sur la durée d'observation de 41 ans comprise entre 1949 et 1989, le débit mensuel minimal a été de 3,30 m3/s en décembre 1954 et janvier 1955, tandis que le débit mensuel maximal s'élevait à 165 m3/s en avril 1987.
En ce qui concerne la période libre de glace (d'avril à octobre inclus), le débit minimal observé a été de 4,7 m3/s en octobre 1975.  